# بشير نجم
بشير خليل إبراهيم نجم (13 سبتمبر 1936 – 11 فبراير 1991) عالِم جغرافيا ومؤرخ ومفكر فلسطيني مسيحي، وُلِد ونشأ في مدينة طولكرم الفلسطينية، يعد أحد أبرز أعلام الفكر والسياسة العرب في الولايات المتحدة الأمريكية، وهو بروفيسور مختص في الجغرافيا السياسية وجغرافيا السكان وشؤون الشرق الأوسط ودراسات العالم العربي والشؤون الفلسطينية، وله مؤلفات منشورة عديدة.

## نشأته وتحصيله العلمي
وُلِد بشير خليل إبراهيم نجم في مدينة طولكرم الفلسطينية بتاريخ 13 سبتمبر 1936 لأسرة فلسطينية مسيحية، وقد عُمد عند ولادته في كنيسة طولكرم الأرثوذكسية.
تلقى تعليمه في مدارس مدينته طولكرم حيث درس في المدرسة الفاضلية بالمدينة. حصل عام 1957 على درجة البكالوريوس في الجغرافيا من «جامعة أوغستانا» في مدينة روك أيلاند بولاية إلينوي في الولايات المتحدة الأمريكية، ثم التحق في ذات العام 1957 بـ«جامعة إنديانا بلومنجتون» في مدينة بلومنغتون بولاية إنديانا الأمريكية حيث حصل منها عام 1959 على درجة الماجستير في الجغرافيا، كما حصل من ذات الجامعة على درجة الدكتوراه في الجغرافيا وذلك عام 1969.

## حياته العملية
عمل بشير نجم عام 1962 كأستاذ جامعي مساعد للجغرافيا في جامعة آيوا الشمالية في الولايات المتحدة الأمريكية، وفي عام 1972 تمت ترقيته إلى رتبة بروفيسور. في عام 1969 تولى في الجامعة منصب أول رئيس لقسم الجغرافيا واستمر بذلك حتى تقاعده عام 1987، ليكون بذلك رئيسًا للقسم لمدة ثمانية عشر عامًا متواصلة.
عمل أيضًا في جامعة هارفارد وجامعة جونز هوبكينز، كما عمل أيضًا كأستاذ زائر في الجامعة الأمريكية ببيروت خلال فترة 1966-1967، وكأستاذ زائر عام 1985 في جمهورية الصين الشعبية في كل من معهد غرب آسيا وأفريقيا وجامعة شنشي للمعلمين [الإنجليزية]
 وجامعة هيبي نورمال [الإنجليزية]
.
كان محررًا منذ عام 1972 وحتى عام 1979 في مجلة "Geographical Perspectives" الأمريكية وهي مجلة علمية محكمة مختصة بالجغرافيا، كما كان منذ عام 1983 وحتى عام 1989 محررًا في "Pacesetter Books" وهي سلسلة من الكتب الجغرافية العليا التي نشرها المجلس الوطني الأمريكي للتعليم الجغرافي (NCGE).
ساهم في تأسيس «رابطة خريجي الجامعات الأمريكية العرب» برفقة كل من إبراهيم أبو لغد وإدوارد سعيد وحنا ناصر ونصير عاروري وحليم بركات وآخرين، حيث كان عضوًا في مجلس إدارة الرابطة خلال فترة السبعينات، ثم نائبًا لرئيس الرابطة خلال الثمانينات. كما أسس من قبرص عام 1990 «جمعية جغرافيا فلسطين» وانتخب كأول رئيس لها.
كان عضوًا في مجموعة من المنظمات والجمعيات العلمية والبحثية؛ كان من أهمها المجلس الوطني الأمريكي للتعليم الجغرافي [الإنجليزية]
، وجمعية دراسات الشرق الأوسط [الإنجليزية]
، وغيرها العديد.

## حياته الشخصية
شقيقه هو القس اللوثري الفلسطيني باسم نجم المولود في طولكرم بتاريخ 27 ديسمبر 1927.
تزوج بشير نجم في الولايات المتحدة الأمريكية بتاريخ 27 أغسطس 1966 من أستاذة اللغة الإنجليزية «جيرمانا بورتيسان» (Germana Portesan)، وله اثنين من الأبناء وهما فارس وشريف.

## مؤلفاته
له عشرات الأبحاث والدراسات والكتب، ومن أبزر مؤلفاته:
| اسم الكتاب | لغة الكتاب       | سنة النشر |
| --- | ---------------- | --------- |
| كتاب "The Arab world: A handbook" (دليل العالم العربي).                                                                 | اللغة الإنجليزية | 1978      |
| كتاب "American Church Politics and the Middle East" (سياسة الكنيسة الأمريكية والشرق الأوسط).                            | اللغة الإنجليزية | 1982      |
| كتاب "Toward the De-Arabization of Palestine/Israel, 1945-1977" (اتجاه نزع الطابع العربي من فلسطين/إسرائيل، 1945-1977). | اللغة الإنجليزية | 1984      |

## جوائز
حصل بشير نجم على مجموعة من الجوائز والتكريمات، كان من أبرزها:
- جائزة استحقاق المجلس الوطني الأمريكي للتعليم الجغرافي [الإنجليزية]
، عام 1975.[1]

- جائزة الإنجاز العلمي المتميز من المجلس الوطني الأمريكي للتعليم الجغرافي [الإنجليزية]
، عام 1987.[10]

- جائزة جامعة آيوا الشمالية للباحث المتميز في الجغرافيا، وقد حصل عليها مرتين.[1]

## وفاته
توفي بشير نجم بتاريخ 11 فبراير 1991 في مستشفى سارتوري (Sartori Memorial Hospital) بمدينة سيدار فولز في ولاية آيوا بالولايات المتحدة الأمريكية، عن عمرٍ بلغ 54 عامًا وخمسة أشهر، بعد صراعٍ طويل مع مرض السرطان استمر لثلاثة سنوات.

## تخليده
تخليدًا وتكريمًا لبشير نجم؛ فقد أطلقت جامعة آيوا الشمالية «منحة بشير نجم الدولية» والتي يستفيد منها عدد من طلاب الجغرافيا الأجانب.

## روابط خارجية
- صورة لضريح بشير نجم.
- Basheer K. Nijim.
- بشير نجم على موقع المكتبة المفتوحة (الإنجليزية)